# Sandraudiga
Sandraudiga is een godin die genoemd wordt op een altaarsteen uit Tiggelt nabij Rijsbergen (gemeente Zundert).
De altaarsteen komt uit de 2e of 3e eeuw na Christus.  In 1812 is de altaarsteen gevonden met het opschrift 'DEAE SANDRAUDIGAE CULTORES TEMPLI'. In 1950 werd de bijbehorende tempel gevonden, maar hier was weinig van overgebleven. De steen bevindt zich tegenwoordig in het Rijksmuseum van Oudheden te Leiden.
Er is niets met zekerheid over Sandraudiga bekend. Wellicht is zij een Germaanse of Keltische godin, en misschien wel een godin van de Germaanse stam der Toxandriërs. Door haar naam te vertalen als 'zandgodin' of 'rood zand' heeft men wel geprobeerd haar te beschouwen als de naamgevende godin van Zundert. 